# Títols d'escacs

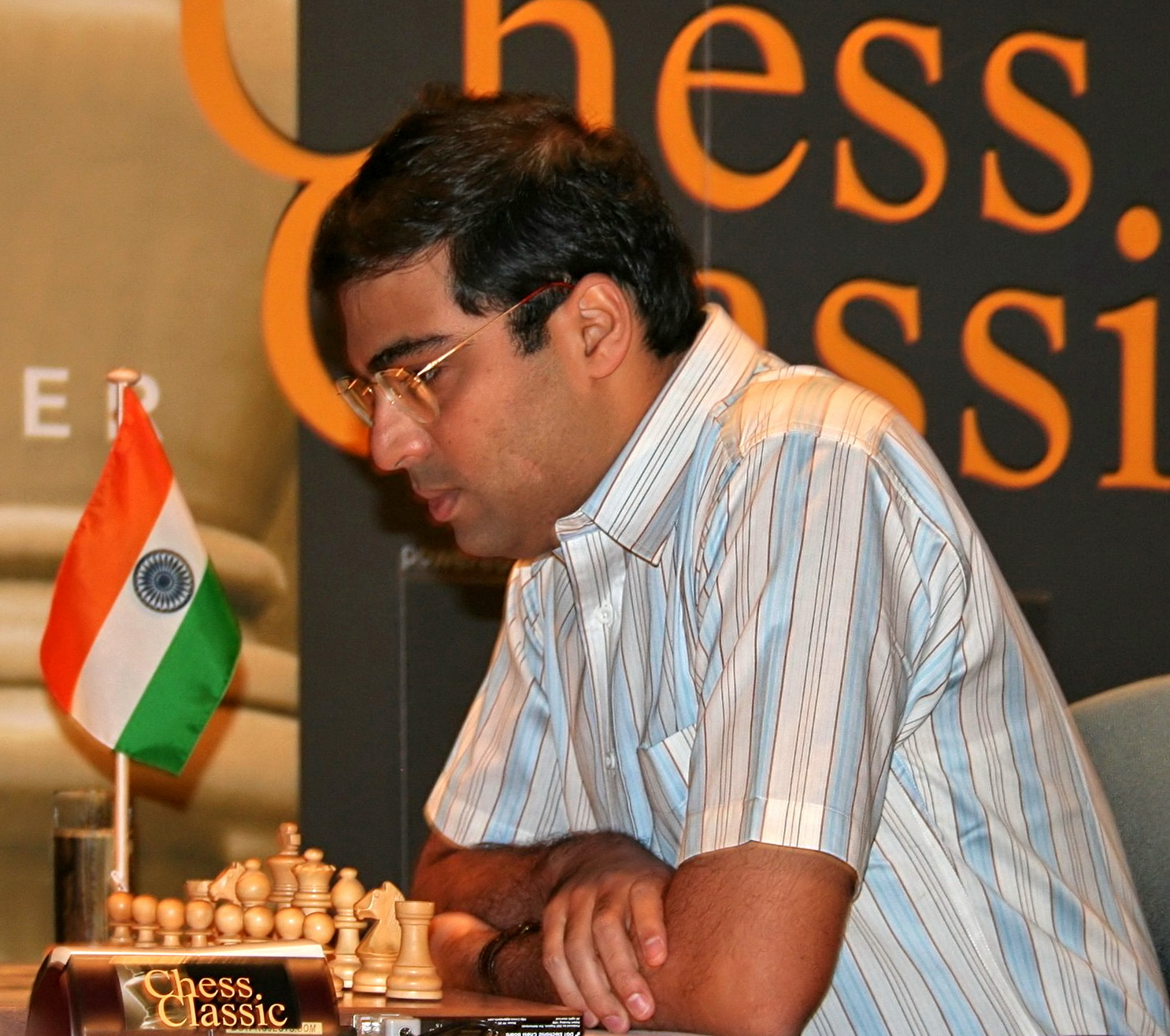
Viswanathan Anand és un Gran Mestre amb un Elo de 2788.

Un títol d'escacs és un títol creat per alguna organització escaquística, atorgat als escaquistes en funció dels seus mèrits o resultats esportius. Normalment, els títols són vitalicis. Els més prestigiosos són els que dona la Federació Internacional d'Escacs, FIDE.
La FIDE atorga diversos tipus de títols basats en la força demostrada per l'actuació dels jugadors d'escacs. L'obtenció dels títols requereix generalment una combinació de puntuació Elo i de normes (que s'obtenen basant-se en l'anàlisi de rendiment del jugador en competició, especialment contra d'altres jugadors titulats). Un cop atorgats, els títols de la FIDE són vitalicis. A banda dels títols específics per a dones, que són descrits a continuació, els títols absoluts de la FIDE són assolibles indistintament tant per escaquistes homes com per dones.

## Història
Els primers títols foren atorgats per la FIDE el 1950, i foren: 27 Grans Mestres (GMs), 94 Mestres Internacionals (MI, o IM en acrònim anglès), i 17 Mestres Internacionals femenins (MIF, o WIM en acrònim anglès).
Els primers 27 GMs de la FIDE foren Ossip Bernstein, Issaak Boleslavski, Igor Bondarevski, Mikhaïl Botvínnik, David Bronstein, Oldrich Duras, Max Euwe, Reuben Fine, Salo Flohr, Ernst Gruenfeld, Paul Keres, Borislav Kostić, Aleksandr Kótov, Grigori Löwenfisch, Andor Lilienthal, Géza Maroczy, Jacques Mieses, Miguel Najdorf, Viatxeslav Ragozin, Samuel Reshevsky, Friedrich Sämisch, Vassili Smislov, Gideon Stahlberg, László Szabó, Savielly Tartakower, i Milan Vidmar. El 1957, la FIDE introduí el concepte de normes per a l'obtenció de títols.

## Mestre Català
Mestre Català (MC o MK) és el títol que atorga la Federació Catalana d'Escacs a qui assoleixi els requisits mínims establerts reglamentàriament.

## Mestre Candidat
Mestre Candidat (CM) és el títol de menor importància. La manera més usual d'assolir aquest títol és aconseguir un Elo de 2200 o superior.

## Mestre de la FIDE
Mestre de la FIDE (FM o MF) fou un títol introduït el 1978; és per sobre de Mestre Candidat, i per sota de Mestre Internacional. La manera més usual d'assolir aquest títol és aconseguir un Elo de 2300 o superior. L'actual normativa per al títol és al handbook de la FIDE.
La llista de la FIDE d'octubre de 2009 contenia 5561 MFs.
El títol de Mestre de la FIDE és també atorgat als compositors i solucionistes de problemes d'escacs.

## Mestre Internacional
El títol de Mestre Internacional (IM) o (MI) fou instituït el 1950, i és atorgat a forts jugadors quan assoleixen tres normes en torneigs internacionals en què hi hagi d'altres MIs o GMs. Un MI acostuma a tenir un Elo entre 2400 i 2500 punts. A vegades hi ha alguns MIs molt forts que encara no han assolit el títol de GM, i tenen un Elo superior a 2500.
El títol pot ésser atorgat també com a conseqüència d'actuacions específiques. Per exemple, amb la normativa actual, el campió del Campionat del món juvenil obté el títol, si no el tenia ja abans. L'actual normativa per al títol és al handbook de la FIDE.
Un cop assolit el títol de MI, molts jugadors professionals fixen el seu següent objectiu en esdevenir GMs. És possible també assolir el títol de GM sense haver estat mai MI. Per exemple, l'estatunidenc Larry Christiansen (1977), l'israelià (exsoviètic) Borís Guélfand (1988), i l'excampió del món rus Vladímir Kràmnik varen obtenir el títol de Gran Mestre sense haver passat pel de Mestre Internacional. De tota manera, es tracta de casos excepcionals, i el més habitual és obtenir primer el títol d'MI abans d'intentar passar al nivell de GM.
El títol de Mestre Internacional s'atorga també als jugadors d'escacs per correspondència per la Federació Internacional d'Escacs per Correspondència (ICCF), i als compositors i solucionistes de problemes d'escacs.
A la llista de la FIDE d'octubre de 2009 hi havia 2950 jugadors amb el títol de MI.

## Gran Mestre (GM)
El títol de Gran Mestre (GM) és atorgat per la FIDE als millors jugadors del món. A banda del de Campió del Món, Gran Mestre és el màxim títol que un jugador d'escacs pot obtenir. A la literatura escaquística, s'abreuja habitualment amb les sigles GM, o bé IGM (International GrandMaster), especialment en publicacions antigues. El títol s'atorga a jugadors que assoleixen un Elo de més de 2500 punts.
Començant amb Nona Gaprindaixvili el 1978, un cert nombre de dones han assolit el títol de GM absolut. Existeix un títol exclusiu per a dones, Gran Mestre Internacional Femení (WGM) o (GMF), però és de rang molt inferior. És atorgat a dones que tenen una força de joc semblant a la que tindria un jugador que estigui entre els títols absoluts (o masculins) de Mestre de la FIDE i Mestre Internacional.
La FIDE també atorga títols específics de GM per a compositors i solucionistes de problemes d'escacs.
La Federació Internacional d'Escacs per Correspondència atorga el títol de Gran Mestre Internacional d'Escacs per Correspondència (ICCGM).

## Títols exclusius per a dones
Els títols absoluts de la FIDE no estan segregats per sexes; no obstant hi ha títols exclusius per a dones.

### Mestre Candidat Femení
Mestre Candidat Femení (WCM) és el títol menor dels atorgats per la FIDE a jugadores d'escacs. Els requisits per obtenir-lo són més senzills que els equivalents per al títol absolut de Mestre Candidat.

### Mestre de la FIDE Femení
Mestre de la FIDE Femení (WFM o MFF) és el títol immediatament superior al de WCM. Els requisits per obtenir-lo són més senzills que els equivalents per al títol absolut de Mestre de la FIDE absolut.
A la llista de la FIDE d'octubre de 2009 hi havia 995 jugadores amb el títol de WFM.

### Mestre Internacional Femení
Mestre Internacional Femení (WIM) és el següent títol en importància dels atorgats per la FIDE exclusivament a dones. La FIDE va atorgar aquest títol per primer cop el 1950.
Els requisits per obtenir-lo són inferiors als del títol de Mestre de la FIDE absolut. Aquest títol s'atorga automàticament a la subcampiona del Campionat del món juvenil femení. L'actual normativa per al títol és al handbook de la FIDE.
A la llista de la FIDE d'octubre de 2009 hi havia 568 jugadores amb el títol de WIM.

### Gran Mestre Femení
Gran Mestre Femení (WGM o GMF) és el màxim títol específic per a dones, només superat pel de Campiona del Món. Va ser implementat per la FIDE el 1977.
El títol de WGM implica una força de joc significativament inferior a la del títol de GM absolut, i els requisits per obtenir-lo són una mica més senzills que els equivalents per al títol de MI absolut. La guanyadora del Campionat del món juvenil femení l'obté de forma automàtica. L'actual normativa per al títol és al handbook de la FIDE.
Moltes jugadores importants ostenten el títol de MI absolut i el de GMF. (La guanyadora del Campionat del món d'escacs femení és automàticament guardonada amb el títol de GM absolut, si no el tenia anteriorment.)
A la llista de la FIDE d'octubre de 2009 hi havia 243 jugadores amb el títol de WGM, de les quals 20 tenen també el títol de GM absolut.